# اسنتی (نبراسکا)
اسنتی(به انگلیسی: Santee) شهری در ایالت نبراسکا کشور ایالات متحده آمریکا است که جمعیت آن در سرشماری سال ۲۰۱۰ میلادی، ۳۴۶ نفر بوده‌است.